# 新鲁镇
新鲁镇，是中华人民共和国四川省绵阳市三台县下辖的一个乡镇级行政单位。2019年12月，撤销云同乡，将其所属行政区域划归新鲁镇管辖，新鲁镇人民政府驻资阳大道南段1号。

## 行政区划
新鲁镇下辖以下地区：
新鲁场社区、龙桥场社区、双泉村、农纲村、社会堰村、牛头河村、裕家桥村、何家祠村、新益村、二龙村、高步村、南岳村、松山村、福湾村、方碑村、观塔村、严基村、鸡头垭村、一碗水村、象龙寺村、望柱村、水观音村和千子门村。